# フェルディナント・テンニース
フェルディナント・テンニース（ドイツ語: Ferdinand Tönnies [ˈtœni̯əs]、1855年7月26日 – 1936年4月9日）は、ドイツの社会学者。共同体における「ゲマインシャフト」と「ゲゼルシャフト」の社会進化論を提唱したことで知られる。テニース、テンニエス、テニエスなどとも表記される。

## 経歴
シュレースヴィヒ＝ホルシュタイン州生まれ。少年時代は豊かな農村で過ごし保守的な気質を育む。1872年にシュトラスブルク大学入学、その後、イェーナ大学、ベルリン大学などで学び、テュービンゲン大学で古典言語学の学位をとったのち、関心は政治哲学、社会問題に向かった。
労働組合や協同組合運動に積極的に参加、またフィンランドやアイルランドの独立運動を支援した。1881年にキール大学の哲学・社会学の私講師、1913年に正教授となる。また、ドイツ社会学会の会長を1909～1933年にわたって務めた。1932～1933年には、ナチズムと反ユダヤ主義を公然と非難したため、キール大学名誉教授の地位を奪われることになった。

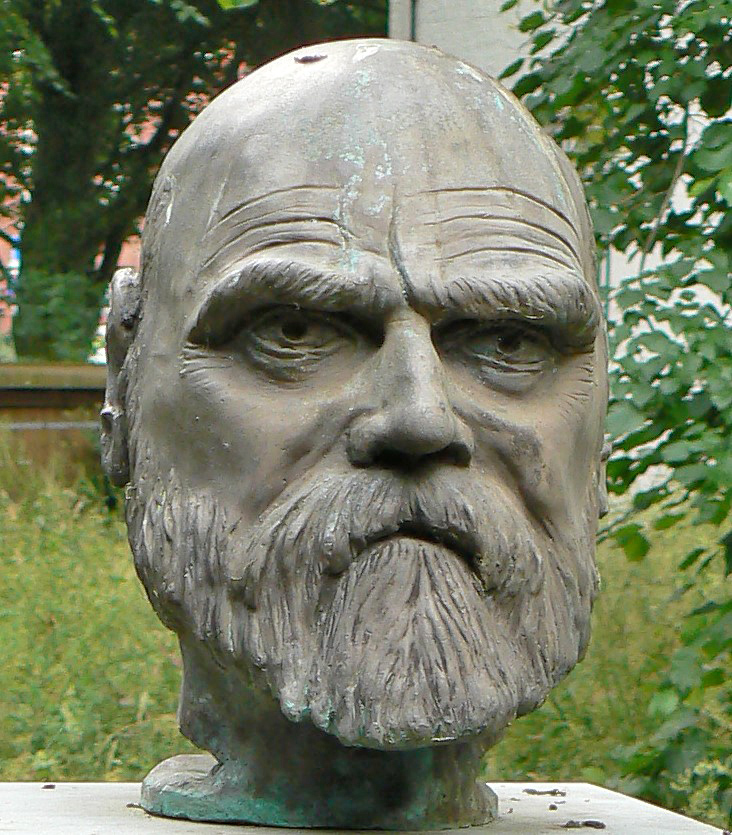
フェルディナント・テンニース

## 思想
テンニースは、あらゆる社会的相互作用や集団を人間の思考と意思とがつくったものとして考え、そのなかで実在的・自然的な本質意思 (Wesenwille) と観念的・作為的な選択意思 (Kürwille) とを区別し，前者にゲマインシャフト(Gemeinschaft)、後者にゲゼルシャフト(Gesellschaft)という集団類型をたてた。その区別は形式的類型にとどまらず、彼の歴史的発展構想においてゲマインシャフトからゲゼルシャフトへと定式化されることになった。
ゲマインシャフト(共同社会)
自然な「本質意志」にもとづき、結合を本質とする基礎的集団。家族・友人仲間・近隣などを例とし、成員は感情的・全人格的に融合する。前近代的な社会類型。ゲゼルシャフト(利益社会)の対概念。
ゲゼルシャフト(利益社会)
人為的な「選択意志」にもとづき、分離を本質とする機能的集団。企業・大都市などを例とし、利害・打算で行為する。近代的な社会類型。ゲマインシャフト(共同社会)の対概念。

## 著書
- 1887: Gemeinschaft und Gesellschaft, Leipzig: Fues. （杉之原寿一訳『ゲマインシャフトとゲゼルシャフト』岩波文庫、1957年）
- 1896: Hobbes. Leben und Lehre, Stuttgart: Frommann.
- 1897: Der Nietzsche-Kultus, Leipzig: Reisland.
- 1906: Philosophische Terminologie in psychologischer Ansicht, Leipzig: Thomas.
- 1907: Die Entwicklung der sozialen Frage, Leipzig: Göschen.
- 1909: Die Sitte, Frankfurt am Main: Rütten & Loening.
- 1917: Der englische Staat und der deutsche Staat, Berlin: Curius.
- 1921: Marx. Leben und Lehre, Jena: Lichtenstein.
- 1922: Kritik der öffentlichen Meinung, Berlin: Springer (²2002: Berlin/New York: de Gruyter).
- 1924, 1926, 1929: Soziologische Studien und Kritiken, I, II, III, Jena: Fischer.
- 1926: Fortschritt und soziale Entwicklung, Karlsruhe: Braun.
- 1927: Der Selbstmord in Schleswig-Holstein, Breslau: Hirt.
- 1931: Einführung in die Soziologie, Stuttgart: Enke.
- 1935: Geist der Neuzeit, Leipzig: Buske.